# イスマエル・ディアス
イスマエル・ディアス・デ・レオン（Ismael Díaz de León、1997年5月12日 - ）は、パナマ・パナマ市出身のプロサッカー選手。パナマ代表。ウニベルシダ・カトリカ所属。ポジションは、フォワード。

## 経歴

### クラブ
2012年9月、15歳2ヶ月にして地元タウロFCでプロデビュー。2014年夏、オランダに渡りPSVアイントホーフェンのトライアルに参加した。2015年8月、FCポルトにレンタルで加入。

### 代表
各年代でパナマ代表に選出されており、2013 FIFA U-17ワールドカップと2015 FIFA U-20ワールドカップに参加した。
2014年8月、キューバとの親善試合で代表初キャップ。

## 代表歴

### 出場大会
- パナマ代表
  - 2018 FIFAワールドカップ

### 試合数
- 国際Aマッチ 37試合 9得点（2014年-）[5]

| パナマ代表 | 国際Aマッチ | 国際Aマッチ |
| 年         | 出場        | 得点        |
| ---------- | ----------- | ----------- |
| 2014       | 1           | 1           |
| 2015       | 1           | 0           |
| 2016       | 1           | 0           |
| 2017       | 7           | 1           |
| 2018       | 3           | 0           |
| 2019       | 0           | 0           |
| 2020       | 0           | 0           |
| 2021       | 1           | 0           |
| 2022       | 8           | 3           |
| 2023       | 15          | 4           |
| 2024       |             |             |
| 通算       | 37          | 9           |

### 得点
2017年7月12日現在
| # | 開催日        | 会場                                   | 対戦国     | スコア | 結果 | 試合概要                    |
| - | ------------- | -------------------------------------- | ---------- | ------ | ---- | --------------------------- |
| 1 | 2014年8月20日 | エスタディオ・ロンメル・フェルナンデス | キューバ   | 4–0    | 4–0  | 親善試合                    |
| 2 | 2017年7月12日 | レイモンド・ジェームス・スタジアム     | ニカラグア | 1–1    | 2–1  | 2017 CONCACAFゴールドカップ |

## タイトル

### クラブ
タウロFC
- リーガ・パナメーニャ: 2013A, 2021C

ポルトB
- リーガプロ: 2015–16[6]
- プレミアリーグ・インターナショナルカップ: 2016–17